# Latek (Sekaran)
Latek is een bestuurslaag in het regentschap Lamongan van de provincie Oost-Java, Indonesië. Latek telt 1456 inwoners (volkstelling 2010).